# Gladzor (ort)
Gladzor är en ort i Armenien.   Den ligger i provinsen Vajots Dzor, i den sydöstra delen av landet, 80 kilometer sydost om huvudstaden Jerevan. Gladzor ligger 1 400 meter över havet och antalet invånare är 2 080.
Terrängen runt Gladzor är kuperad åt sydväst, men åt nordost är den bergig. Närmaste större samhälle är Yeghegnadzor, 2,5 kilometer sydväst om Gladzor. 
Trakten runt Gladzor består i huvudsak av gräsmarker. Runt Gladzor är det ganska glesbefolkat, med 28 invånare per kvadratkilometer.